# 눈물의 영도다리
"눈물의 영도다리"는 한국에서 제작된 김응천 감독의 1965년 영화이다. 김석훈 등이 주연으로 출연하였고 김태현 등이 제작에 참여하였다.

## 출연

### 주연
- 김석훈
- 방성자
- 김동원

## 기타
- 조명: 변중식
- 미술: 홍성칠